# Даниэль (граф Вальдека)
Даниэль Вальдекский (нем. Daniel von Waldeck; 1 августа 1530 — 7 июня 1577, Вальдек) — граф Вальдек-Вильдунгена. Третий, но старший из выживших сыновей графа Филипп IV Вальдекского (1493—1574) и его первой супруги Маргариты Ост-Фрисландской (1500—1537), дочери графа Восточной Фризии Эдцарда.
Родители Даниэля принадлежали к реформатской церкви, тем не менее в 1550 году он стал каноником в Страсбурге, но вскоре сложил свои полномочия, чтобы поступить на службу во французскую армию. После смерти отца унаследовал замок Вальдек и половину амта Вальдек, а также амт Наумбург.
4 апреля 1567 года Даниэль Вальдекский присутствовал на похоронах ландграфа Филиппа I Гессенского, где, как предполагается, познакомился с его дочерью Барбарой, вдовой графа Георга Монбельярского. Даниэль и Барбара поженились 11 ноября 1568 года. В браке детей не было.
Граф Даниэль был похоронен в часовне Святого Николая в монастыре Мариенталь в Вальдеке. Его преемником стал брат Генрих IX, который умер в том же году.